# Селимов, Альберт Шевкетович
Альбе́рт Шевке́тович Сели́мов (азерб. Albert Şevketoviç Selimov, лезг. Сели́мов Шевке́тан хва Альбе́рт; род. 5 апреля 1986, Каспийск, Дагестанская АССР) — азербайджанский, ранее российский боксёр-любитель, заслуженный мастер спорта, чемпион мира (2007), призёр чемпионата мира (2009), победитель Кубка мира (2008), финалист Кубка мира (2006), чемпион Европы (2006, 2010), 4-кратный чемпион России (2006, 2007, 2009, 2011), финалист чемпионата России (2005), обладатель золотой медали первых Европейских игр в Баку (2015).

## Биография
Родился 5 апреля 1986 в городе Каспийске Дагестанской АССР. Родом из селения Ага-Стал Сулейман-Стальского района Дагестана, по национальности лезгин. Выпускник социального факультета Дагестанского государственного университета. Выступает за Динамо. Тренеры: Талибов Н. М. и Абакаров А. Г.
29 июня Альберт Селимов за высокие достижения на I Европейских играх и большие заслуги в развитии спорта в Азербайджане был награждён орденом «Слава».

## Любительская карьера
- Победитель первенства России, участник Первенства мира (2004);
- Серебряный призёр чемпионата России (2005);
- Финалист Кубка мира (2006);
- Чемпион России (2006);
- Чемпион Европы, победил в финале Шахина Имранова (2006);
- Чемпион России (2007);
- Серебряный призёр турнира «Странджа» (2007);
- Чемпион мира (Чикаго, 2007);
- Участник Олимпийских игр в Пекине (2008);
- Обладатель Кубка мира (2008);
- Победитель «Турнира сильнейших боксёров России» (2009);
- Бронзовый призёр чемпионата мира (2009);
- Чемпион России (2009);
- Чемпион Европы (2010);
- Серебряный призёр чемпионата России (2010);
- Чемпион России (2011);
- Участник чемпионата мира (Баку, 2011);
- Победитель международного турнира «Bocskai Memorial» (2011).

## Полупрофессиональный бокс
Принял участие в третьем сезоне всемирной серии бокса. принял участие в команде Азербайджана, «Огни Баку». Альберт выиграл все поединки, команда вышла из группы лидером, и в четвертьфинале Альберт Селимов проиграл в бою за выход в полуфинал Василию Ломаченко.